# Красинское (Калмыкия)
Красинское — село в Лаганском районе Калмыкии, административный центр и единственный населённый пункт Красинского сельского муниципального образования.
Население — 933 (2021).

## История
Поселение, скорее всего, возникло в первой половине XIX века. В это время, на казённых землях Мочажного ведомства (прибрежная полоса шириной в одну версту), примыкавших к Яндыковскому улусу калмыцкой степи, возникают самовольные поселения. Эти земли изначально отводились под временные пристанища рыбаков. Однако постепенно здесь возникают стационарные посёлки.
Село несколько раз изменяло своё административное подчинение. Первоначально относилось к Четырёхбугоринской волости Астраханского уезда Астраханской губернии. Рыболовный участок Рыжковский со станом Хар-Хол и Красинский промысел были переданы Калмыцкой автономной области решением Наркомпрода СССР 24 января 1924 году в аренду сроком на 6 лет. В 1927 году вновь передано Астраханской губернии, включено в состав Бирючекосинского района. В 1937 году возвращено Калмыцкой АССР. В связи с ликвидацией Калмыцкой АССР в декабре 1943 года село в очередной раз передаётся уже Астраханской области. Возвращено Калмыцкой автономной области в 1957 году.
Село неоднократно изменяло название. На карте Астраханской области 1946 года зафиксировано название Большой Красинский. На карте 1956 года обозначено как село Рыжково (не путать с селом Старое Рыжково, обозначенным на карте 1946 года как Рыжково).
В 1961 году указом Президиума Верховного Совета РСФСР село Рыжково переименовано в Красинское.

## Физико-географическая характеристика
Село расположено на севере Лаганского района в пределах Западной ильменно-бугровой равнины, являющейся частью Прикаспийской низменности. Высота — 25 м ниже уровня мирового океана. К востоку от посёлка расположено озеро Цомокское, проходит Каспийский канал Оля-Каспийской оросительно-обводнительной системы, к югу — ерик Красинский банк, в 4 км к северу расположено озеро Бабинское.
По автомобильной дороге расстояние до столицы Калмыкии города Элиста составляет 310 км, до районного центра города Лагань (центра города) — 9,9 км.
Согласно классификации климатов Кёппена-Гейгера климат села семиаридный (индекс Bsk). Среднегодовая норма осадков — 237 мм, среднегодовая температура воздуха — 10,6 С

## Население
| 2002  | 2010  | 2011  | 2012  | 2013  | 2014  | 2015  |
| ----- | ----- | ----- | ----- | ----- | ----- | ----- |
| 1148  | ↘1114 | →1114 | ↘1095 | ↘1075 | ↘1065 | ↗1068 |
| 2016  | 2017  | 2018  | 2019  | 2020  | 2021  |       |
| ↘1057 | ↘1051 | ↗1060 | ↗1063 | ↘1014 | ↘933  |       |

Национальный состав
Согласно результатам переписи 2002 года большинство населения посёлка составляли калмыки (69 %)

## Социальная сфера
В Красинском действуют сельская библиотека, дом культуры, средняя школа, детский сад, фельдшерский пункт